# Garveia arborea
Garveia arborea is een hydroïdpoliep uit de familie Bougainvilliidae. De poliep komt uit het geslacht Garveia. Garveia arborea werd in 1907 voor het eerst wetenschappelijk beschreven door Browne. 